# 1A 0620-00
Désignations
1A 0620-00 est une source intense de rayons X située dans la constellation de la Licorne. Elle est de la classe des binaires X à faible masse et abrite en son sein un trou noir stellaire. À une distance d'environ 3500 al, il était considéré comme le trou noir le plus proche de la Terre jusqu'à la découverte d'autres objets comme Gaia BH1. Le trou noir de 1A0620-00 tire la matière de l'étoile de type K dans son disque d'accrétion. Le disque d'accrétion émet des quantités importantes de lumière visible et de rayons X.

## Caractéristiques physiques

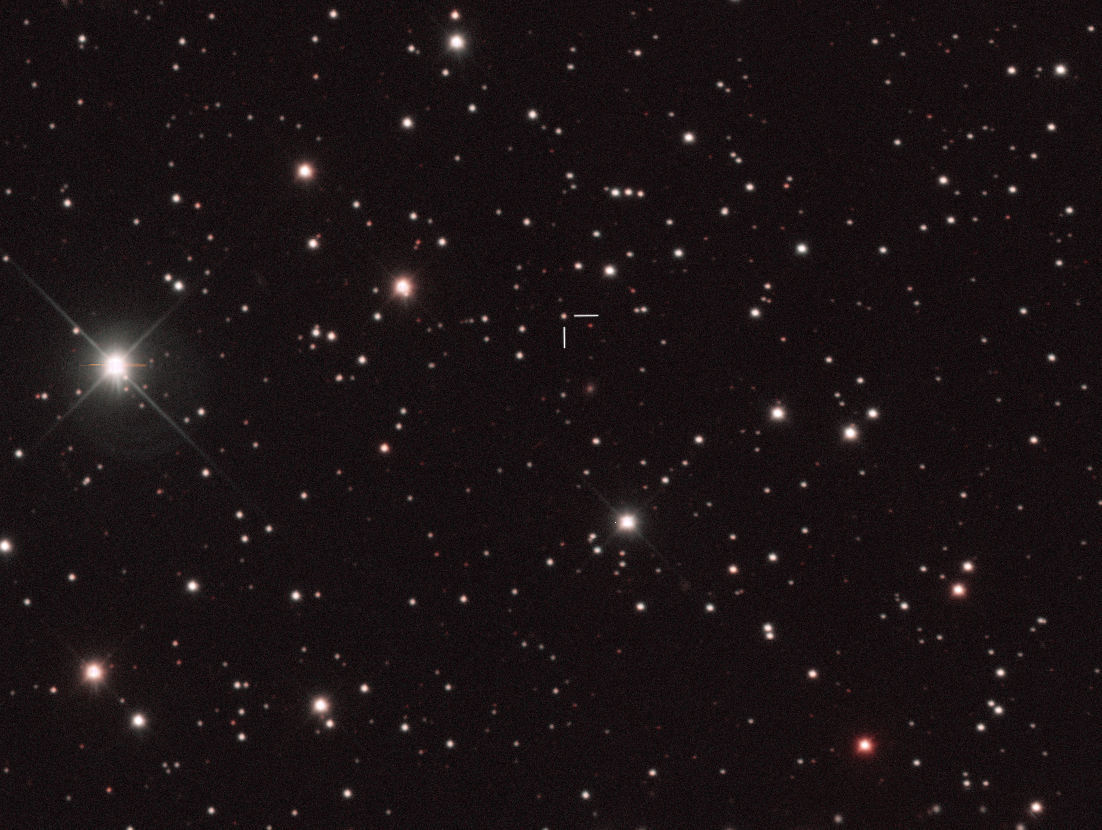
Cette image centrée sur A0620-00 a été créée à partir des données du Sloan Digital Sky Survey en lumière visible et en infrarouge (filtres u,g,i,z), et s'étend sur environ huit minutes d'arc.

1A 0620-00 est composée d'une étoile ordinaire et d'un objet compact. L'étoile est relativement peu massive. Avec un type spectral K4 V, elle est moins massive et plus froide que le Soleil. Elle orbite en 0,325 jour, soit un peu moins de 8 heures, autour d'un compagnon sombre. L'analyse de l'orbite de l'étoile permet de calculer une quantité appelée fonction de masse, qui donne une limite inférieure à la masse de ce compagnon. Cette fonction de masse est évaluée à 2,72 ± 0,06 masses solaires, soit l'ordre de grandeur de la masse maximale d'une étoile à neutrons dans les modèles les plus optimistes. En réalité, d'autres éléments permettent de s'assurer que le compagnon a en fait une masse considérablement plus grande, de l'ordre de six masses solaires,, ce qui en fait avec certitude un trou noir stellaire.

## Signal commémoratif
Le 15 juin 2018, la grande antenne radio de l'Agence Spatiale Européenne à Cebreros (77 km à l'ouest de Madrid) a transmis un signal à la mémoire de Stephen Hawking, décédé le 14 mars 2018, et de ses travaux sur la physique des trous noirs. L'émission, comportant un discours de l'astrophysicien sur une musique originale composée par Vangelis, parcourra la distance de 3 457 années-lumière à la vitesse de la lumière et arrivera en 5475. Ce sera la toute première interaction humaine avec un trou noir.